# 诺埃尔·巴斯
诺埃尔·巴斯（法語：Noël Bas，1877年12月25日—1960年7月3日），生于斯特朗凯勒，法国男子竞技体操运动员。他曾获得1900年夏季奥运会体操比赛男子个人全能银牌。他于1960年在布里夫拉盖亚尔德去世。